# Condado de Catoosa
O Condado de Catoosa é um dos 159 condados do Estado americano de Geórgia. A sede do condado é Ringgold, e sua maior cidade é Ringgold. O condado possui uma área de 421 km², uma população de 53 282 habitantes, e uma densidade populacional de 127 hab/km² (segundo o censo nacional de 2000). O condado foi fundado em 5 de dezembro de 1853.